# Torneo Otto Nazioni
Il Torneo Otto Nazioni Under-20, noto anche come Under 20 Elite League, è una competizione calcistica europea riservata a otto squadre rappresentative Under-20 che si svolge dal 2017, ovvero da quando ha sostituito il Torneo Quattro Nazioni.

## Regolamento e formula
L’Elite League è un torneo autonomo promosso dalle 8 Federazioni partecipanti.
Il torneo è interamente basato sulla formula del girone all'italiana con una sola gara di andata. Rispetto alla formula del torneo precedente, infatti, non è previsto il ritorno e la competizione prevede sette gare totali per ogni nazionale.

## Storia e partecipanti
Nato per allargare il palcoscenico del precedente Torneo Quattro Nazioni, dal 2017 è aperto alle squadre Under 20 di otto federazioni europee.
Le prime otto compagini ad aderire sono Germania, Inghilterra, Italia, Paesi Bassi, Polonia, Portogallo, Repubblica Ceca e Svizzera. L'edizione 2019-2020 è stata la prima a non essere completata, mentre quella successiva è stata annullata e non disputata per l'emergenza pandemica.
Dall'edizione 2021-2022 Norvegia e Romania hanno preso il posto di Paesi Bassi e Svizzera. Sempre nell'edizione 2021-2022 è stato assegnato il trofeo senza la disputa di tutte le gare in quanto non è stato possibile recuperare il match tra Inghilterra e Norvegia. Anche nelle edizioni seguenti la competizione non è mai stata completata e, per prassi, il titolo è stato assegnato alla squadra prima in classifica al netto delle gare non giocate a causa dell'impossibilità dei recuperi nell'affollato calendario internazionale.

## Albo d'oro[4]
- 2017-2018:  Germania (1º)
- 2018-2019:  Paesi Bassi (1º)
- 2019-2020: trofeo non assegnato[N 2]
- 2020-2021: non disputato[N 3]
- 2021-2022:  Italia (1º)[N 1][3][5][6]
- 2022-2023:  Italia (2º)
- 2023-2024:  Italia (3º)[4]
- 2024-2025:  Germania (2º)

## Edizioni

### 2017-2018
| Squadra     | P.ti | G | V | P | S | RF | RS | DR  |
| ----------- | ---- | - | - | - | - | -- | -- | --- |
| Germania    | 17   | 7 | 5 | 2 | 0 | 13 | 6  | +7  |
| Inghilterra | 16   | 7 | 5 | 1 | 1 | 17 | 3  | +14 |
| Rep. Ceca   | 14   | 7 | 4 | 2 | 1 | 16 | 11 | +5  |
| Italia      | 7    | 7 | 2 | 1 | 4 | 14 | 16 | -2  |
| Portogallo  | 7    | 7 | 2 | 1 | 4 | 7  | 12 | -5  |
| Svizzera    | 6    | 7 | 1 | 3 | 3 | 6  | 10 | -4  |
| Paesi Bassi | 6    | 7 | 2 | 0 | 5 | 3  | 9  | -6  |
| Polonia     | 5    | 7 | 1 | 2 | 4 | 6  | 15 | -9  |

Gli incontri e la classifica finale.

#### Classifica marcatori
| Gol |  |  | Giocatore          | Squadra         |
| --- |  |  | ------------------ | --------------- |
| 4   |  |  | Robin Hack         | Germania        |
| 3   |  |  | Federico Bonazzoli | Italia          |
| 3   |  |  | Stephy Mavididi    | Inghilterra     |
| 3   |  |  | Daniel Turyna      | Repubblica Ceca |

### 2018-2019
| Squadra     | P.ti | G | V | P | S | RF | RS | DR  |
| ----------- | ---- | - | - | - | - | -- | -- | --- |
| Paesi Bassi | 17   | 7 | 5 | 2 | 0 | 16 | 6  | +10 |
| Portogallo  | 14   | 7 | 4 | 1 | 1 | 10 | 5  | +5  |
| Germania    | 14   | 7 | 4 | 2 | 1 | 13 | 10 | +3  |
| Inghilterra | 10   | 7 | 3 | 1 | 3 | 9  | 9  | 0   |
| Svizzera    | 7    | 7 | 2 | 1 | 4 | 9  | 11 | -2  |
| Rep. Ceca   | 7    | 7 | 2 | 1 | 4 | 8  | 14 | -6  |
| Polonia     | 6    | 7 | 2 | 0 | 5 | 7  | 13 | -6  |
| Italia      | 4    | 7 | 1 | 1 | 5 | 10 | 14 | -4  |

Gli incontri e la classifica finale.

#### Classifica marcatori
| Gol |  |  | Giocatore         | Squadra     |
| --- |  |  | ----------------- | ----------- |
| 5   |  |  | Gianluca Scamacca | Italia      |
| 4   |  |  | Cody Gakpo        | Paesi Bassi |
| 4   |  |  | Eddie Nketiah     | Inghilterra |
| 4   |  |  | Petar Pusic       | Svizzera    |
| 4   |  |  | Dylan Vente       | Paesi Bassi |

### 2019-2020
| Squadra     | P.ti | G | V | P | S | RF | RS | DR |
| ----------- | ---- | - | - | - | - | -- | -- | -- |
| Italia      | 13   | 5 | 4 | 1 | 0 | 14 | 7  | +7 |
| Germania    | 12   | 5 | 4 | 0 | 1 | 12 | 7  | +5 |
| Inghilterra | 8    | 5 | 2 | 2 | 1 | 7  | 5  | +2 |
| Rep. Ceca   | 7    | 5 | 2 | 1 | 2 | 10 | 8  | +2 |
| Polonia     | 6    | 5 | 2 | 0 | 3 | 10 | 9  | +1 |
| Paesi Bassi | 5    | 5 | 1 | 2 | 2 | 5  | 8  | -3 |
| Portogallo  | 5    | 6 | 1 | 2 | 3 | 7  | 13 | -6 |
| Svizzera    | 2    | 6 | 0 | 2 | 4 | 6  | 14 | -8 |

Gli incontri e la classifica parziale.
Il trofeo non è stato assegnato per l'annullamento di tutte le gare previste nell'anno solare 2020 che non sono state mai recuperate.

#### Classifica marcatori
| Gol |  |  | Giocatore          | Squadra     |
| --- |  |  | ------------------ | ----------- |
| 3   |  |  | Jurgen Ekkelenkamp | Paesi Bassi |
| 3   |  |  | Tomasz Makowski    | Polonia     |
| 3   |  |  | Yannick Marchand   | Svizzera    |
| 3   |  |  | Manolo Portanova   | Italia      |
| 3   |  |  | Manuel Wintzheimer | Germania    |

### 2021-2022
| Squadra     | P.ti | G | V | P | S | RF | RS | DR  |
| ----------- | ---- | - | - | - | - | -- | -- | --- |
| Italia      | 12   | 7 | 3 | 3 | 1 | 18 | 5  | +13 |
| Inghilterra | 10   | 6 | 3 | 1 | 2 | 15 | 7  | +8  |
| Germania    | 10   | 7 | 2 | 4 | 1 | 10 | 6  | +4  |
| Portogallo  | 9    | 7 | 2 | 3 | 2 | 9  | 6  | +3  |
| Romania     | 9    | 7 | 3 | 0 | 4 | 8  | 22 | -14 |
| Polonia     | 8    | 7 | 2 | 1 | 4 | 8  | 14 | -6  |
| Norvegia    | 8    | 6 | 2 | 2 | 2 | 7  | 14 | -7  |
| Rep. Ceca   | 7    | 7 | 2 | 1 | 4 | 6  | 14 | -8  |

Gli incontri e la classifica finale.

#### Classifica marcatori
| Gol |  |  | Giocatore         | Squadra    |
| --- |  |  | ----------------- | ---------- |
| 5   |  |  | Edoardo Vergani   | Italia     |
| 4   |  |  | Gaetano Oristanio | Italia     |
| 3   |  |  | Filipe Cruz       | Portogallo |

### 2022-2023
| Squadra     | P.ti | G | V | P | S | RF | RS | DR |
| ----------- | ---- | - | - | - | - | -- | -- | -- |
| Italia      | 11   | 6 | 3 | 2 | 1 | 9  | 7  | +2 |
| Germania    | 11   | 7 | 3 | 2 | 2 | 8  | 8  | 0  |
| Rep. Ceca   | 10   | 5 | 3 | 1 | 1 | 9  | 5  | +4 |
| Polonia     | 6    | 6 | 2 | 0 | 3 | 5  | 6  | -1 |
| Norvegia    | 4    | 3 | 1 | 1 | 1 | 7  | 4  | +3 |
| Romania     | 4    | 6 | 1 | 1 | 4 | 5  | 19 | -5 |
| Portogallo  | 4    | 5 | 1 | 1 | 3 | 4  | 9  | -5 |
| Inghilterra | 3    | 1 | 1 | 0 | 0 | 2  | 0  | +2 |

Gli incontri e la classifica finale.

#### Classifica marcatori
| Gol |  |  | Giocatore           | Squadra     |
| --- |  |  | ------------------- | ----------- |
| 3   |  |  | Giuseppe Ambrosino  | Italia      |
| 3   |  |  | Fisnik Asllani      | Germania    |
| 2   |  |  | Samuel Iling-Junior | Inghilterra |
| 2   |  |  | Seedy Jatta         | Norvegia    |
| 2   |  |  | Lasse Nordås        | Norvegia    |
| 2   |  |  | Ianis Stoica        | Romania     |

### 2023-2024
| Squadra     | P.ti | G | V | P | S | RF | RS | DR |
| ----------- | ---- | - | - | - | - | -- | -- | -- |
| Italia      | 14   | 6 | 4 | 2 | 0 | 8  | 2  | +6 |
| Germania    | 11   | 6 | 3 | 2 | 1 | 11 | 8  | +3 |
| Portogallo  | 10   | 7 | 3 | 1 | 3 | 10 | 13 | +4 |
| Inghilterra | 9    | 6 | 3 | 0 | 3 | 12 | 11 | +1 |
| Polonia     | 8    | 6 | 2 | 2 | 2 | 8  | 8  | 0  |
| Romania     | 8    | 7 | 2 | 2 | 3 | 6  | 9  | -3 |
| Norvegia    | 6    | 3 | 2 | 0 | 1 | 8  | 3  | +5 |
| Rep. Ceca   | 1    | 7 | 0 | 1 | 6 | 6  | 15 | -9 |

Gli incontri e la classifica finale.

#### Classifica marcatori
| Gol |  |  | Giocatore     | Squadra     |
| --- |  |  | ------------- | ----------- |
| 5   |  |  | Dane Scarlett | Inghilterra |
| 3   |  |  | Mika Baur     | Germania    |
| 3   |  |  | Bryan Fiabema | Norvegia    |
| 3   |  |  | Luis Hasa     | Italia      |

### 2024-2025
| Squadra     | P.ti | G | V | P | S | RF | RS | DR  |
| ----------- | ---- | - | - | - | - | -- | -- | --- |
| Germania    | 16   | 7 | 5 | 1 | 1 | 13 | 8  | +5  |
| Inghilterra | 15   | 7 | 4 | 3 | 0 | 14 | 4  | +10 |
| Italia      | 13   | 7 | 4 | 1 | 2 | 14 | 10 | +4  |
| Portogallo  | 11   | 7 | 2 | 5 | 0 | 9  | 7  | +2  |
| Polonia     | 7    | 7 | 2 | 1 | 4 | 11 | 13 | -2  |
| Romania     | 7    | 7 | 2 | 1 | 4 | 8  | 12 | -4  |
| Rep. Ceca   | 5    | 7 | 1 | 2 | 4 | 4  | 9  | -5  |
| Turchia     | 2    | 7 | 0 | 2 | 5 | 5  | 15 | -10 |

Gli incontri e la classifica finale.

#### Classifica marcatori
| Gol |  |  | Giocatore             | Squadra     |
| --- |  |  | --------------------- | ----------- |
| 4   |  |  | Max Dean              | Inghilterra |
| 3   |  |  | Ilyas Ansah           | Germania    |
| 2   |  |  | Dom Ballard           | Inghilterra |
| 2   |  |  | Aaron Ciammaglichella | Italia      |
| 2   |  |  | Damion Downs          | Germania    |
| 2   |  |  | Luca Lipani           | Italia      |
| 2   |  |  | Afonso Moreira        | Portogallo  |
| 2   |  |  | Alexandru Musi        | Romania     |
| 2   |  |  | Dane Scarlett         | Inghilterra |
| 2   |  |  | Atanas Trică          | Romania     |
| 2   |  |  | Alessio Vacca         | Italia      |
| 2   |  |  | Nelson Weiper         | Germania    |

## Statistiche

### Vittorie per squadra
| Pos. | Squadra     | Titoli | 2° posti | 3° posti |
| ---- | ----------- | ------ | -------- | -------- |
| 1    | Italia      | 3      | 0        | 1        |
| 2    | Germania    | 2      | 2        | 2        |
| 3    | Paesi Bassi | 1      | 0        | 0        |
| 4    | Inghilterra | 0      | 3        | 0        |
| 5    | Portogallo  | 0      | 1        | 1        |
| 6    | Rep. Ceca   | 0      | 0        | 2        |

### Punti, partecipazioni e partite giocate
Classifica aggiornata all'edizione 2024-2025.
| Pos. | Squadra     | Punti | Partecipazioni | Partite |
| ---- | ----------- | ----- | -------------- | ------- |
| 1    | Germania    | 91    | 7              | 46      |
| 2    | Italia      | 74    | 7              | 45      |
| 3    | Inghilterra | 71    | 7              | 39      |
| 4    | Portogallo  | 60    | 7              | 46      |
| 5    | Rep. Ceca   | 51    | 7              | 45      |
| 6    | Polonia     | 46    | 7              | 45      |
| 7    | Paesi Bassi | 28    | 3              | 19      |
| 8    | Romania     | 28    | 4              | 27      |
| 9    | Norvegia    | 17    | 3              | 12      |
| 10   | Svizzera    | 15    | 3              | 20      |
| 11   | Turchia     | 2     | 1              | 7       |